# サイアム・シティ銀行
サイアム・シティ銀行 (SCIB, SIAM CITY BANK Public Company Limited)は、タイで資産規模では7番目に大きい銀行。イメージカラーは赤。1941年設立され、華人の資本で経営されていたが、経済危機で1997年に一時国有化された。タイ証券取引所に上場。

## 歴史
- 1941年　タイ王室財産管理局、タイ政府の出資により設立
- 1997年　通貨危機により国有化
- 2002年　国有化されていたBMB銀行(バンコクメトロポリタン銀行)と合併